# 楡影寮
楡影寮（ゆえいりょう）は、かつて北海道大学にあった学生寄宿舎の一つである。

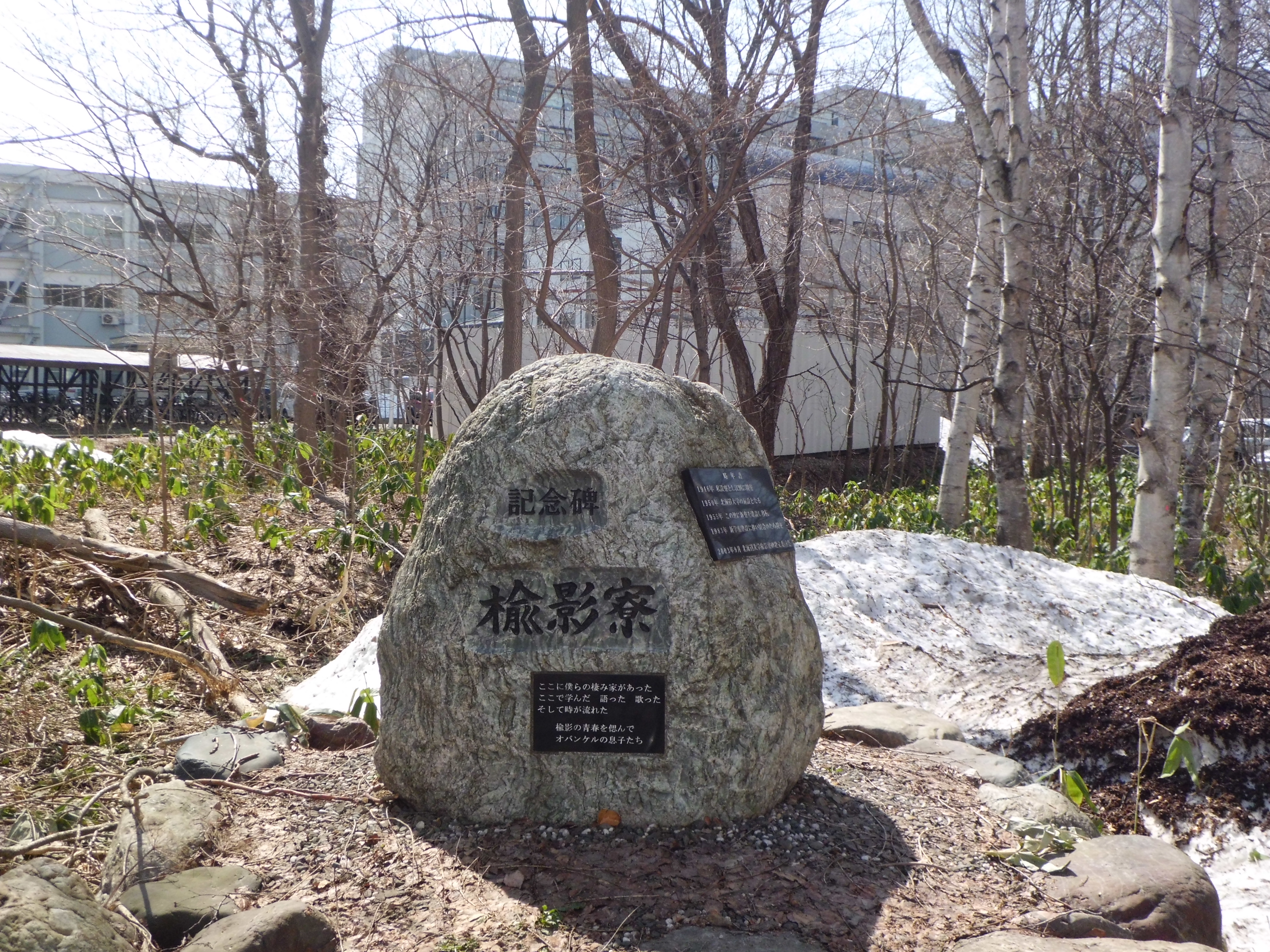
北大構内に設置された楡影寮の記念碑

## 概要
1946年に現在の江別市で、旧王子製紙江別工場の従業員宿舎を借りて始まった。当時の寮生は汽車などで大学へ通っており、約50人が住む寮であったが、1956年に北海道大学札幌キャンパス内に移転した。
移転後は札幌キャンパスにある工学部の北に建てられ、35年間で560人程の寮生が生活した。建物は2階建てで定員は48名であった。3年生と4年生が住む学部寮であり、教養部所属の1年生と2年生の学生が住む恵迪寮とは区別されていたが、恵迪寮を出た後に楡影寮に住むものもいた。
1983年に当時の北大の女子寮（現在の霜星寮）、水産学部の函館キャンパスにある北晨寮を除いた学部及び院生寮「北学寮」「桑園学寮」「月寒学寮」「進修学寮」「有島寮」と共に恵迪寮への統合に伴って閉寮した。

## 記念碑
閉寮後、20周年を機に元寮生有志が「北海道大学楡影寮記念碑建立委員会」を設立し、小林造園によって北海道大学構内の寮があった場所に記念碑が建てられ、2003年9月5日に除幕式が行われた。
記念碑には
```
ここに僕らの棲み家があった
ここで学んだ、語った、歌った
そして時が流れた
楡影の青春を偲んで
オバンケルの息子たち
```

と刻まれている。
この文は当時の北大の流氷観測施設長、青田昌秋の案を元としている。
「オバンケル」という語はドイツ語で「おじさん」を示す"Onkel"（オンケル）と日本語の「おばさん」の造語で、当時住み込みで賄い人を務めた寮母である井林ミネのことを指している。
碑文の「楡影寮」の文字は当時の北大総長であった中村睦男が揮毫した。